# Advanced Attack Helicopter
Advanced Attack Helicopter («сучасний ударний вертоліт») — програма армії США з розробки сучасного наземного ударного вертольоту починаючи з 1972. Програма сучасного ударного вертольоті з подальшою відміною Lockheed AH-56 Cheyenne. Після оцінювання пропозицій, програма СУВ була скорочена до пропозицій від Bell та Hughes. За результатами льотних тестів прототипів було обрано Hughes YAH-64 у грудні 1976.

## Передумови

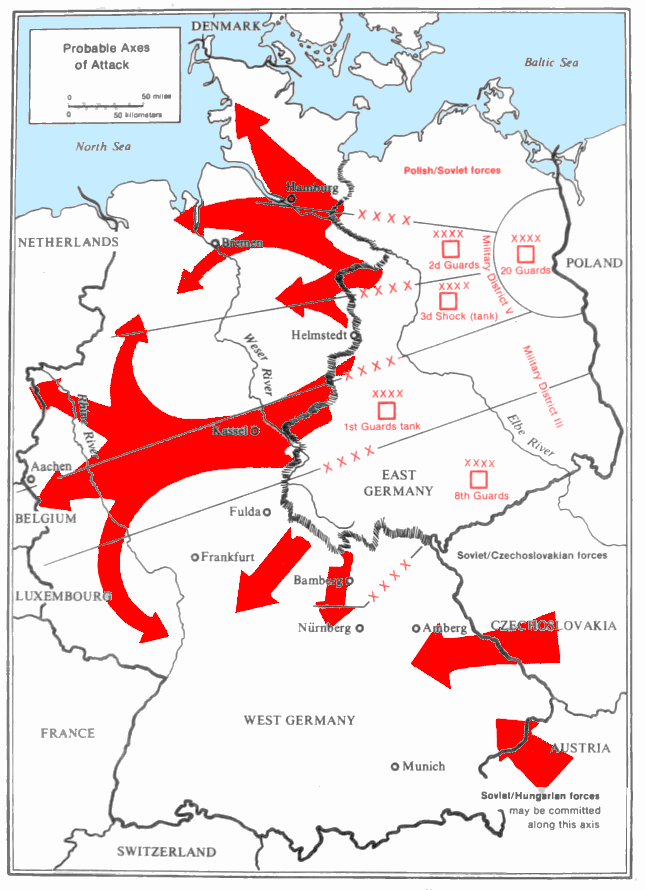
Можливі напрямки атак країн Варшавського договору через Фульдський коридор та Північно-німецьку низовину (згідно армії США)

Протягом середини 1960-х армія США розробляла програму системи Провідної Повітряної Вогневої підтримки (Advanced Aerial Fire Support System, AAFSS), яка привела до розробки Lockheed AH-56 Cheyenne для використання як протитанкового ганшипа. Армія США бажала використати AH-1G HueyCobra як "проміжний тип" для завдань "війни у джунглях". Проте, перед армією було поставлено більш ширше завдання захищати Західну Європу від броньованих легіонів країн Варшавського договору зі сходу. Головним сценарієм який розглядали у НАТО під час Холодної війни, він полягав у тому, що Радянський Союз і країни Варшавського договору завдадуть масивних танкових ударів по Західній Європі, напрямками такої атаки повинні стати Фульдський коридор (з захватом Франкфурту з поворотом з заходу від Рейну на південь від Вісбадена: загальна відстань у 85 миль) або через Північно-німецьку низовину. Саме для захисту від таких атак і був потрібен Сучасний ударний вертоліт.
У 1971 році зросли політичні суперечки між армією та ВПС з приводу завдань по безпосередній повітряній підтримці. ВПС стверджувала, що Cheyenne буде впливати на повітряну підтримку армії з боку ВПС, яка була визначена угодою Кі-Вест від 1948. Міністерство оборони провели дослідження і з'ясувало, що програма ВПС A-X, програма ВМС Harrier та програма армії Cheyenne є різними і не дублюють одна одну.
Армія створила спеціальну групу під командуванням генерала Маркса у січні 1972 для перегляду вимог на ударний вертоліт. Група провела польотні дослідження AH-56, для порівняння з двома іншими моделями; Bell 309 King Cobra та Sikorsky S-67 Blackhawk. У 1972 армія провела провели льотні випробування з весни 1972 до липня 1972. Армія визнала, що три вертольота не задовольняють їх потребам.
У квітні 1972 Сенат опублікував свою доповідь по безпосередній повітряній підтримці. У доповіді рекомендувалося фінансування програми ВПС A-X, результатом якої став штурмовик A-10 Thunderbolt II, і обмежені закупівлі літаків Harrier для ВМС. У доповіді жодного разу не згадано Cheyenne і є лише прохолодна рекомендація армії продовжити закупівлю ударних вертольотів, до покращення їхньої живучості. Програма Cheyenne була скасована армією 9 вересня 1972. Причинами скасування програми стали великий розмір і погані можливості нічного/усепогодного вертольоту.

## Історія

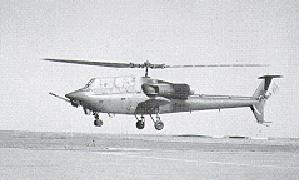
Прототип YAH-63A

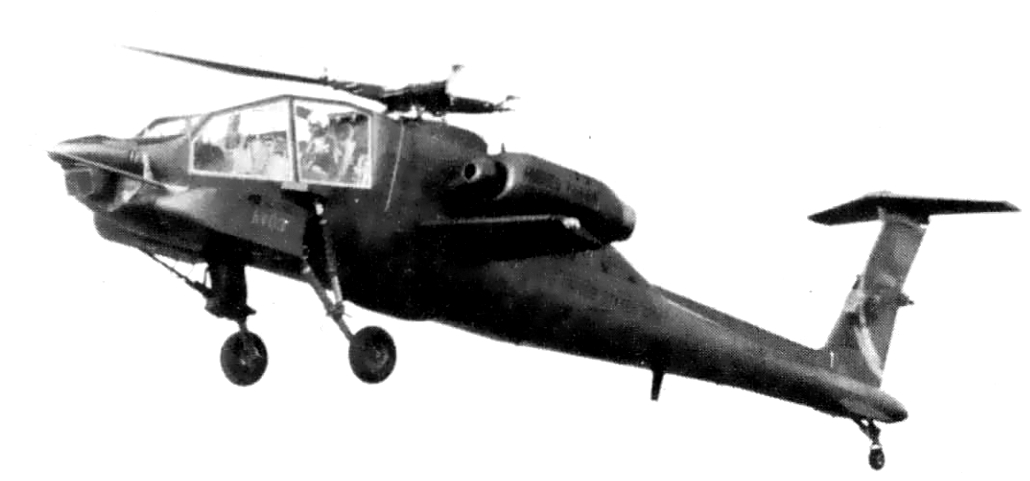
Ранній прототип Hughes YAH-64A з T-хвостом

Через відміну  AH-56 Cheyenne армія США продовжила пошуки ударного протитанкового вертольота. Армія шукала вертоліт кращий за AH-1 Cobra за вогневою потужністю, продуктивністю і дальністю. Він повинен був бути маневреним на бриючому польоті. 17 вересня 1972 армія ініціювала програму Сучасного ударного вертольота (СУВ). Метою СУВ був пошук ударного вертольота який базувався на бойовому досвіді отриманому у В'єтнамі з низькою максимальною швидкістю у 269 км/год і двома двигунами для кращої живучості. Армія США 15 листопада 1972 видала запит на пропозицію для програми Сучасного ударного вертольота. Вимоги СУВ відносно живучості, надійності і життєвого циклу були дуже схожі з вимогами UTTAS.
Армія визначила, що СУВ повинен мати два турбовальних двигуна General Electric T700 потужністю 1500 к.с. (1120 кВт) кожний. T700 був такою ж силовою установкою яку армія обрала для вантажопасажирського вертольоту UH-60 Black Hawk. СУВ повинен був мати на озброєнні 30 мм гармату і 16 ПТКР TOW. Пізніше специфікація на ракетне озброєння була перероблена на альтернативне оснащення 16 ПТКР з лазерним наведенням AGM-114 Hellfire. У той час Hellfire знаходилася у розробці і обіцяла більшу дальність та краще ураження за TOW.
Для участі було обрано п'ять виробників: Bell, Boeing-Vertol (разом з Grumman), Hughes Aircraft, Lockheed та Sikorsky. У червні 1973 Bell і підрозділ Hughes Aircraft Toolco Aircraft Division (пізніше Hughes Helicopters) було обрано фіналістами і кожна з компаній отримала контракт на створення двох прототипів. З цього розпочалася фаза 1 змагання.
Кожна компанія побудувала два прототипа для льотних випробувань.Прототип Bell Model 409/YAH-63A мав триопорне шасі і мав місце для пілота спереду кабіни замість заднього розташування для кращого керування під час бриючого польоту. Прототип Hughes Model 77/YAH-64A мав триопорне шасі з хвостовим колесом. Місце пілота знаходилося позаду.
Через дедлайн до кінця вересня, Hughes YAH-64 вперше піднявся у повітря 30 вересня 1975, у той час як Bell YAH-63 — 1 жовтня. Другий YAH-64 здійснив перший політ 22 листопада, а другий YAH-63 — 21 грудня 1975. Перший YAH-63 розбився у червні 1976, але статистичні тестовий прототип було доведено до льотного стандарту і, з другим прототипом, взяв участь у польотних змаганнях проти Hughes YAH-64.
Армія протестувала всі чотири вертольоти протягом 1976 згідно програмі. Льотні випробування розпочалися у червні того ж року.
Окремі випробування були проведені для сенсорів і комплектів наведення для СУВ, з пропозиціями від Martin Marietta та Northrop у листопаді 1976.
Під час випробувань прототипу, армія змінила основну зброю СУВ з перевіреної ПТКР TOW яка керувалася по дротах на нову ПТКР Hellfire з лазерним керуванням, зі збільшеною вдвічі дальністю. Це було ризиковано, тому що Hellfire тоді ще не літала, з договором розробки з Rockwell International який було підписано у жовтні 1976.

### Вибір і подальша доля
Після отримання результату випробувань, армія обрала Hughes YAH-64A замість Bell YAH-63A 10 грудня 1976. Обидві конструкції були визнані добрими, але конструкція Hughes мала кращу живучість. Причиною обрання YAH-64A стала більша живучість чотирилопатевого гвинта і знижену стійкість триопорного шасі YAH-63.

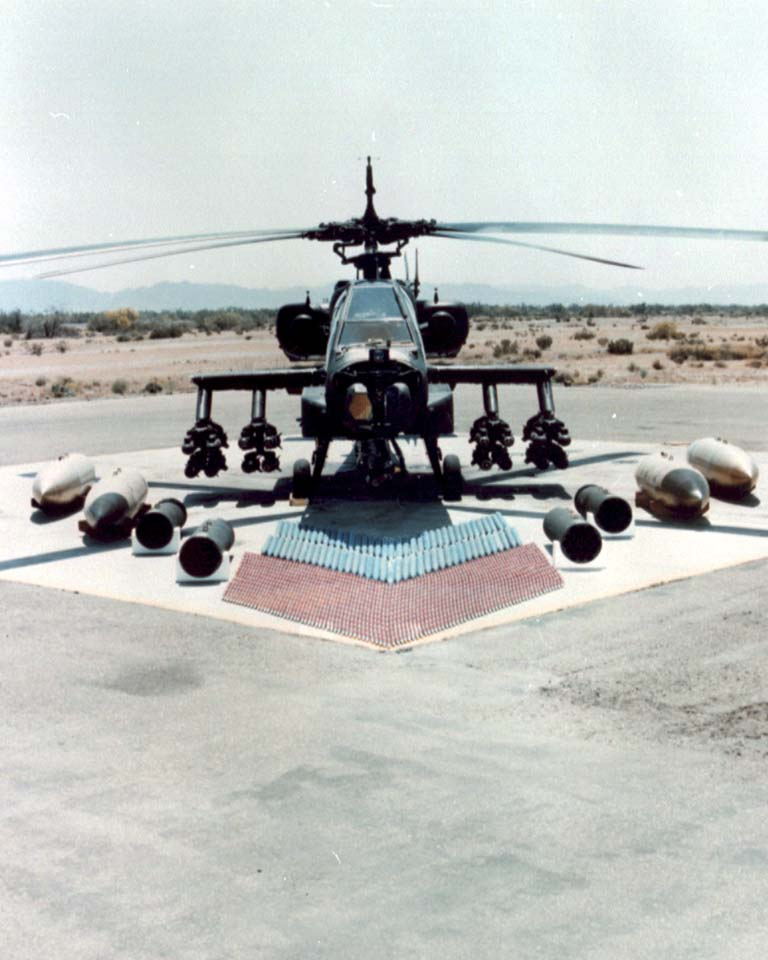
YAH-64A

AH-64A перейшов до фази 2 програми СУВ. Вона полягала у побудові трьох досерійних AH-64 та оновлення двох льотних прототипів YAH-64A і тестової наземної одиниці  до одного стандарту. У цей же час було встановлено і протестовано зброю і датчики систем, в тому числі нові ракети Hellfire.
Фаза 2 програми через чисельні затримки тягнулася п'ять років. Перший політ Фази 2, оновленого прототипу, стався 28 листопада 1977, перший політ нового досерійного прототипа відбувся 31 жовтня 1979. Перші стрільби ракетами Hellfire відбулися у квітні 1979. Випробування проходили вертольоти які були оснащені, один сенсором/набором прицілювання  Martin Marietta, а інший набором прицілювання Northropd, у конкурсі перемогла машина з електронікою Martin Marietta у квітні 1980. Спочатку було замовлено 11 ударних вертольотів "AH-64A Apache" 26 березня 1982.